# 약물특이분자단

약물특이분자단 모델의 예

약물특이분자단(藥物特異分子團, 영어: pharmacophore)은 의약화학 및 분자생물학에서 생물학적 거대 분자에 의한 리간드의 분자 인식에 필요한 분자적 특징에 관한 추상적인 설명이다. 약물작용발생단(藥物作用發生團)이라고도 한다. 국제 순수·응용 화학 연합(IUPAC)은 약물특이분자단을 "특정 생물학적 표적과 최적의 초분자 상호작용을 보장하고 생물학적 반응을 유발(또는 차단)하는 데 필요한 입체 및 전자적 특징의 총체"라고 정의한다. 약물특이분자단 모델은 구조적으로 다양한 리간드가 공통 수용체 부위에 결합할 수 있는 방법을 설명한다. 또한 약물특이분자단 모델은 새로운 디자인 또는 가상 스크리닝을 통해 동일한 수용체에 결합할 새로운 리간드를 식별하는 데 사용할 수 있다.

## 같이 보기
- 화학정보학
- 분자 채굴
- 제약 산업
- 구조-활성의 정량적 관계 (QSAR)
- 계산기 내

## 더 읽을거리
- Güner OF, 편집. (1999). 《Pharmacophore perception, development, and use in drug design》. LaJolla, CA: International University Line. ISBN 0-9636817-6-1.
- Langer T, Hoffmann RD (2006). 《Pharmacophores and pharmacophore searches》. Weinheim: WILEY-VCH. ISBN 3-527-31250-1.